# Джуварлинский, Мамед Исмаил оглы
Мамед Исмаил оглы Джуварлинский (азерб. Məmməd bəy İsmayıl bəy oğlu Cuvarlinski; 8 апреля 1902 — 12 октября 1937) — советский азербайджанский партийный и государственный деятель, народный комиссар просвещения (1934—1935).

## Биография
Родился в 1902 году в селении Джуфарлы Джебраилского уезда. Сперва крестьянствовал, затем работал сторожем, чернорабочим. Окончил 4 класса начальной школы. После революции окончил совпартшколу 2-й степени, курсы партработников при ЦК ВКП(б) и заочный педагогический теникум.
Работал секретарем Нухинского райкома КП Азербайджана. В 1934-35 годах — Народный комиссар просвещения, а затем секретарь Нухинского горкома КП Азербайджана.
В мае 1937 года поехал в Москву с жалобой на преследования М. Д. Багирова за критику его действий.
В книге Чингиза Гусейнова «Большие люди» приводятся по воспоминаниям современников слова Джуварлинского, которые он бросил Багирову в лицо: «Я воюю с тобой, а не с партией!»
Арестован 25 июня 1937 года в Москве по адресу Столешников переулок, 20 кв.9 и перевезён на дознание в Баку. После пыток и допросов с пристрастием от Мамеда Исмайловича были получены «нужные» показания против многих общественных и партийных деятелей Азербайджана, преследуемых по сфабрикованному делу № 12493.
12 октября 1937 года в течение 15 минут на судебном заседании был вынесен смертный приговор, приведённый в исполнение 13 октября. По непонятным причинам акта о расстреле нет.
3 августа 1955 года Военная коллегия Верховного суда СССР отменила приговор и прекратило дело с связи с отстутствием состава преступления.
У Мамеда Исмаиловича была дочь Светлана 1925 года рождения.